# 圆吻红娘鱼
圆吻红娘鱼（学名：Lepidotrigla spilopterus）为輻鰭魚綱鮋形目牛尾魚亞目鲂鮄科红娘鱼属的鱼类，俗名长吻红娘鱼。分布于印度尼西亚、日本以及中国南海等海域，棲息深度56-256公尺，體長可達10公分，棲息在泥底質的大陸棚，可做為食用魚。